# 小二度
小二度（Minor Second，簡寫為m2）是音程的一種，需要符合以下的條件：
1. 組成音程的兩個音，它們音名必須為相鄰。（A和Bb、B和C、C和Db、D和Eb、E和F、F#和G、G和Ab）
2. 兩音的音距為1個半音。

由於小二度和半音在定義上有不少類近的地方，很多人都會誤會兩者的意義相同，從而概蓋地把兩者等同起來。但是，「小二度」所表達的是兩個不同音高之間的「距離」，而「半音」則是作為量度兩個不同音高距離時所用的「單位」，因此兩者所代表的是不同的概念。
在泛音列中，第15個和第16個中的音程，便是小二度。由於兩個呈小二度的正弦波的疊加波型，非常凹凸不平，因此出來的聲效非常不協調，甚至被指是簡單音程中最不協調的一個。
雖然是極不協調，但小二度音程卻常在裝飾音中大量使用，其中又以顫音和倚音較多，藉此帶起音樂的情緒，或是將音樂推向新的段落，甚至是高潮部份。